# ImpiLinux
ImpiLinux è una distribuzione GNU/Linux del Sudafrica.
La versione 1 era basata sul sistema GNU/Linux Debian e includeva componenti di Gnoppix e Knoppix, mentre la versione 2 (pubblicata il 6 ottobre 2004) non era basata su nessuna distribuzione.
Il suo scopo è quello di essere la prima distro GNU/Linux desktop per il business che risponde in particolare ai bisogni degli utenti africani. L'ultima release è Impi 2005 UP2, pubblicata nel giugno 2005. Le versioni future saranno basate su Ubuntu.
Gli obiettivi del progetto includono la personalizzazione e la localizzazione del software per le undici lingue del Sud Africa ufficiali. Oltre a fornire un ambiente software libero e potente, gli autori di questa distribuzione hanno anche dimostrato che gli africani possono essere, nel mondo digitale, auto determinati.
Il nome del progetto si riferisce ai guerrieri impi.
Nel settembre 2005, Mark Shuttleworth ha investito 10 milioni di Rand sudafricani per comprare il 65% di ImpiLinux.